# Тиранчик санта-катаринський

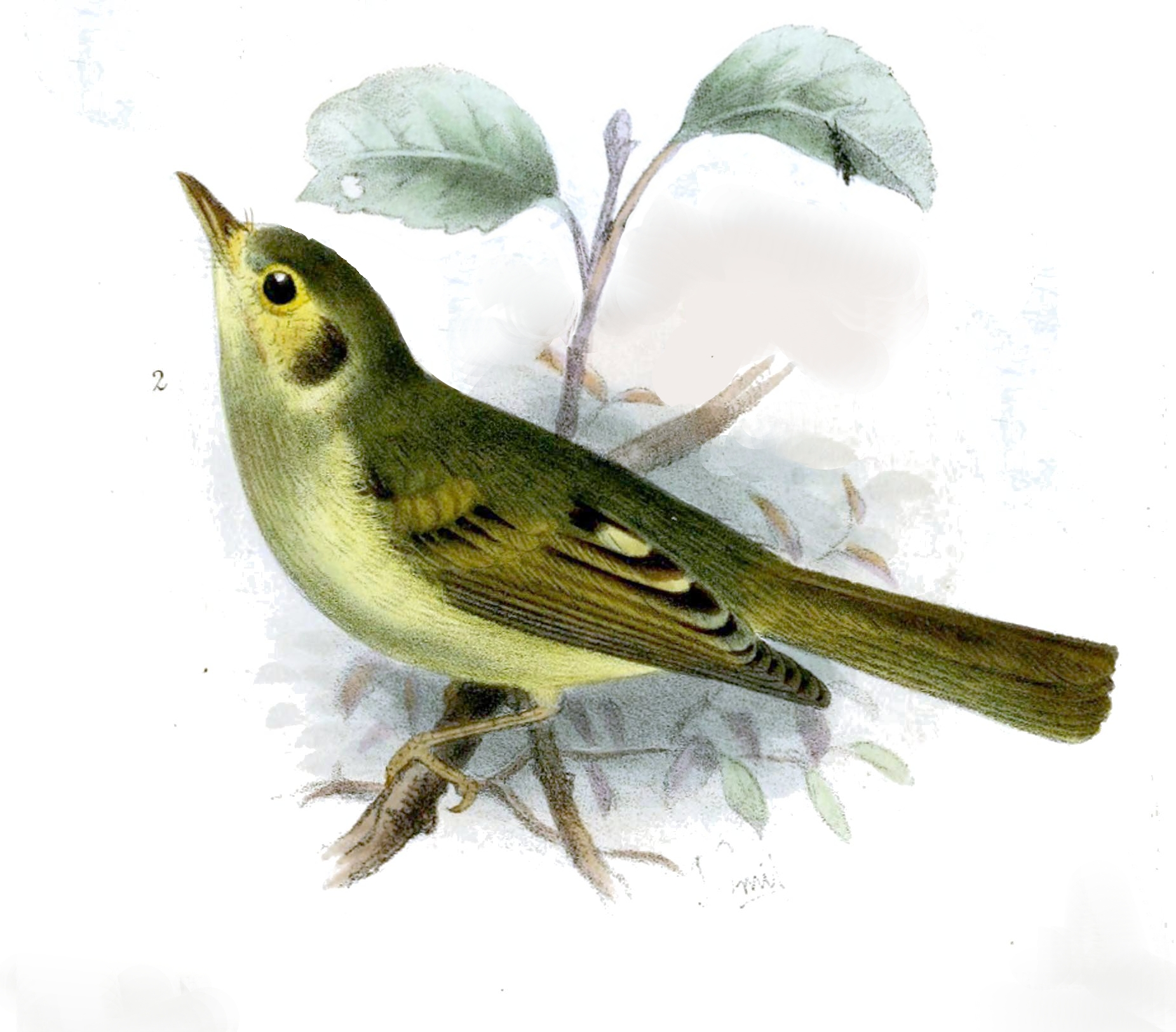
Санта-катаринський тиранчик

Тира́нчик санта-катаринський (Phylloscartes oustaleti) — вид горобцеподібних птахів родини тиранових (Tyrannidae). Ендемік Бразилії. Вид названий на честь французького зоолога Еміля Устале.

## Поширення і екологія
Санта-катаринські тиранчики поширені на південно-східному узбережжі Бразилії, від південної Баїї і Еспіриту-Санту до сходу Ріу-Гранді-ду-Сул, зокрема в горах Серра-ду-Мар. Вони живуть в бразильському атлантичному лісі. Зустрічаються на висоті від 500 до 900 м над рівнем моря, місцями на нижчих висотах.

## Збереження
МСОП класифікує стан збереження цього виду як близький до загрозливого. Санта-катаринським тиранчикам загрожує знищення природного середовища.